# Droppgräs
Droppgräs (Sporobolus) är ett släkte av gräs. Droppgräs ingår i familjen gräs.

## Bildgalleri

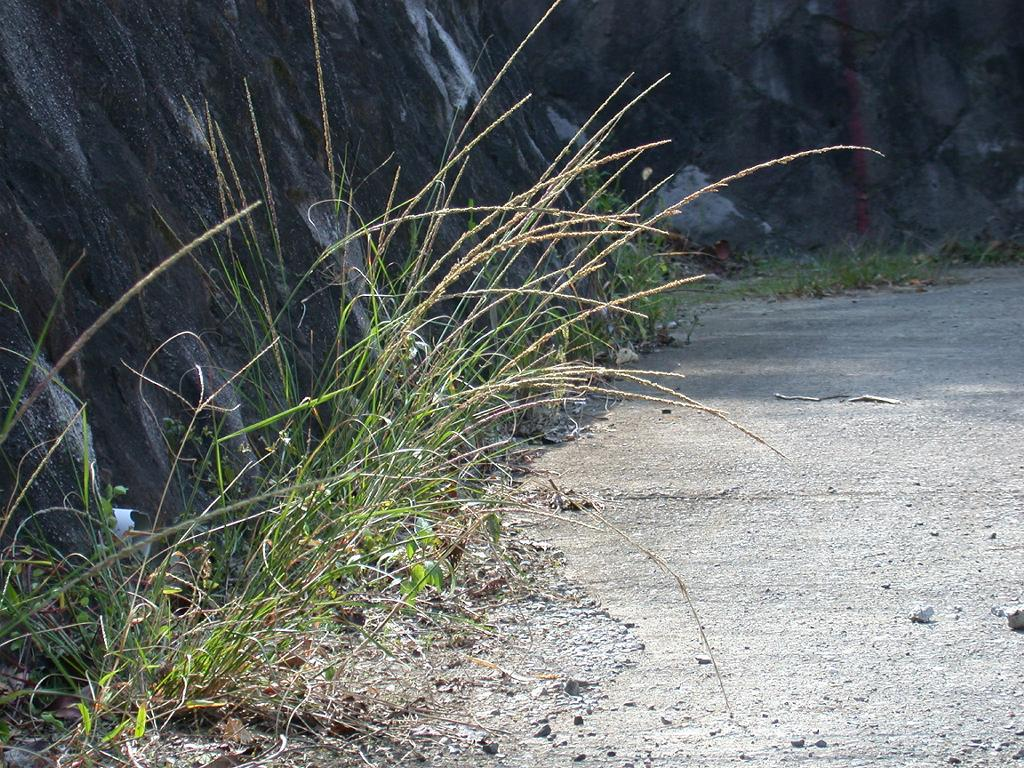
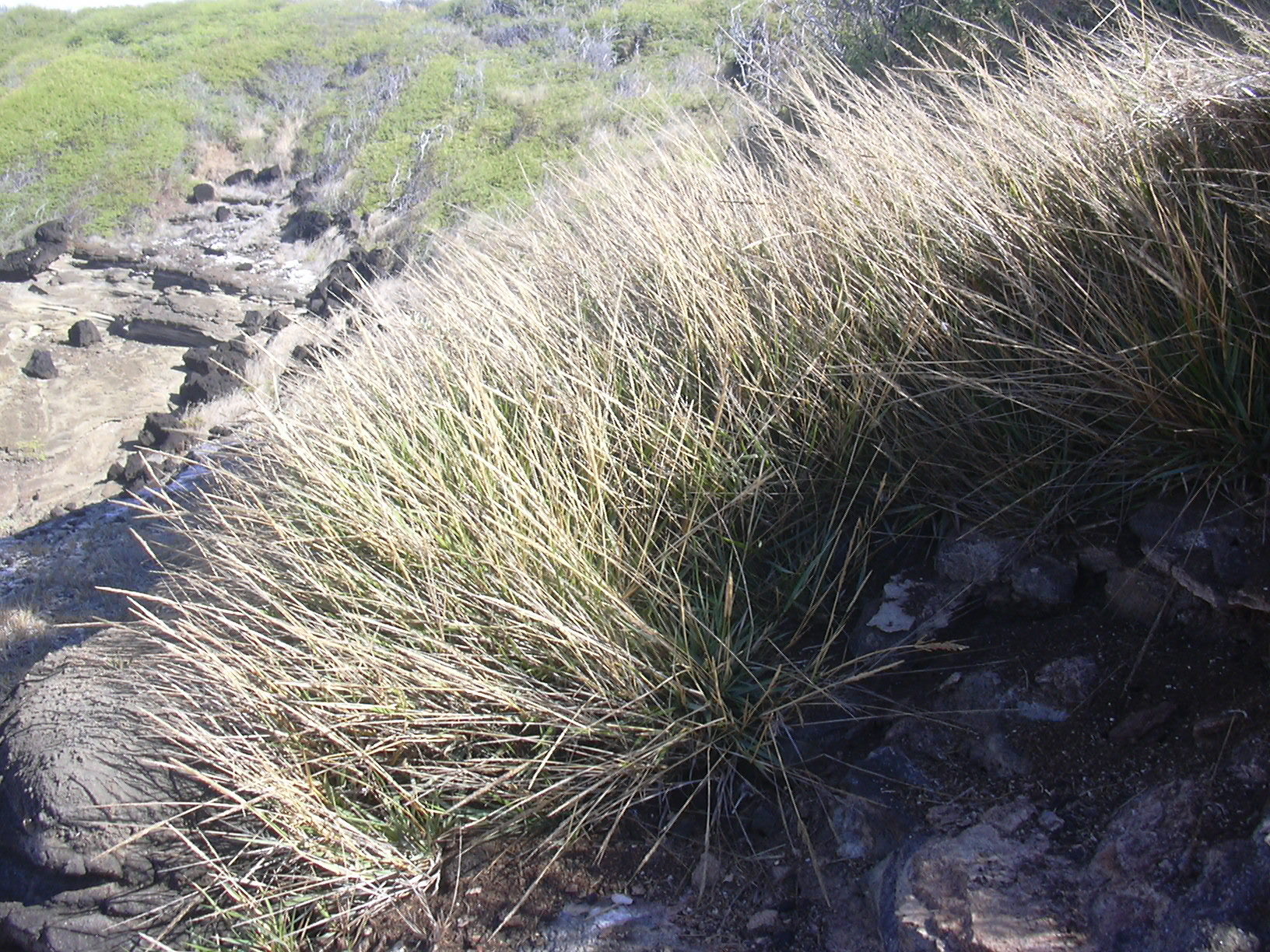
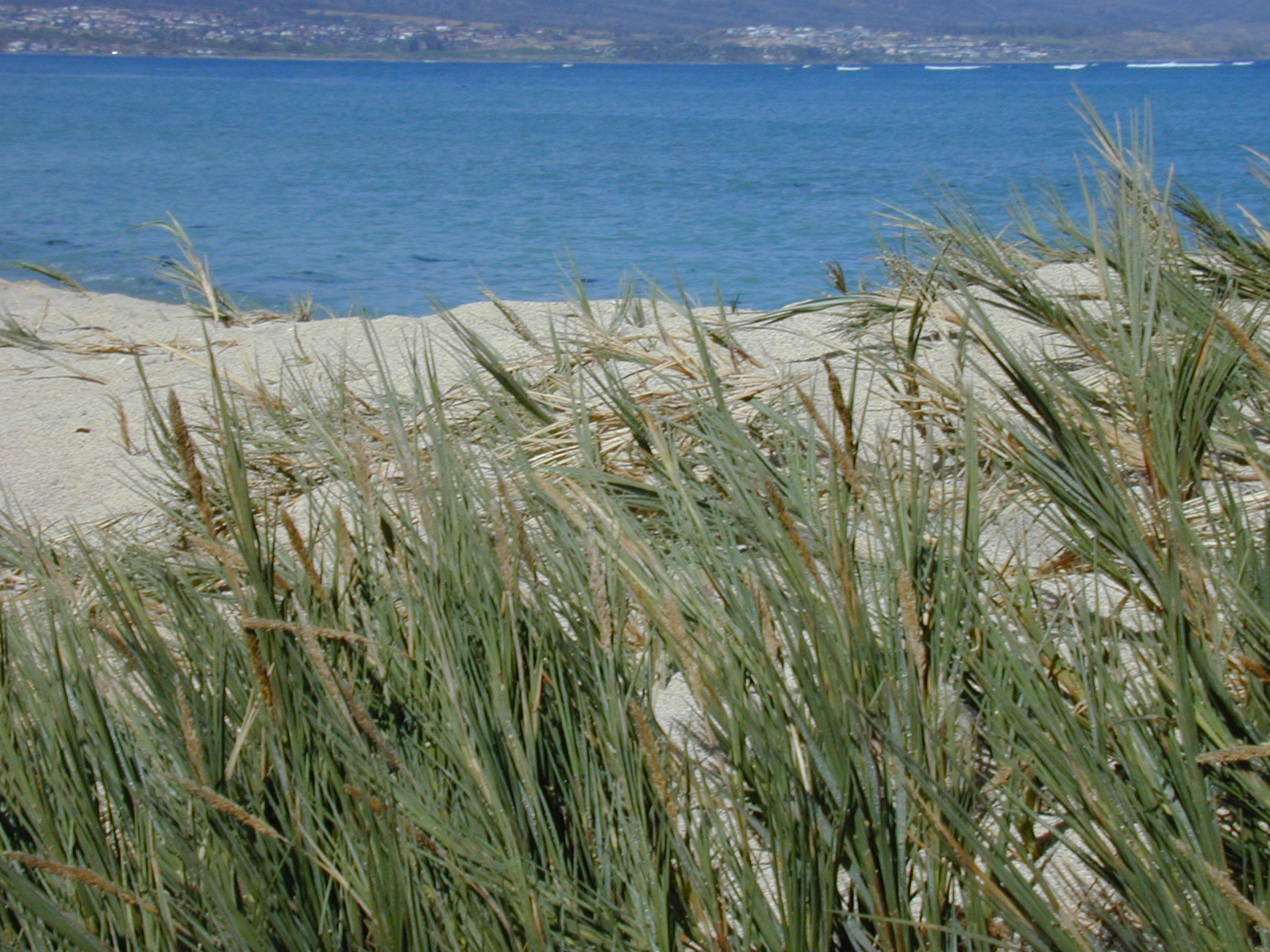

## Dottertaxa till Droppgräs, i alfabetisk ordning[1]
- Sporobolus acinifolius
- Sporobolus actinocladus
- Sporobolus acuminatus
- Sporobolus adustus
- Sporobolus aeneus
- Sporobolus africanus
- Sporobolus agrostoides
- Sporobolus airiformis
- Sporobolus airoides
- Sporobolus albicans
- Sporobolus aldabrensis
- Sporobolus amaliae
- Sporobolus angustifolius
- Sporobolus apiculatus
- Sporobolus asper
- Sporobolus atrovirens
- Sporobolus australasicus
- Sporobolus bahamensis
- Sporobolus balansae
- Sporobolus bechuanicus
- Sporobolus blakei
- Sporobolus bogotensis
- Sporobolus brockmanii
- Sporobolus buckleyi
- Sporobolus caespitosus
- Sporobolus camporum
- Sporobolus capillaris
- Sporobolus carolii
- Sporobolus centrifugus
- Sporobolus clandestinus
- Sporobolus coahuilensis
- Sporobolus collettii
- Sporobolus compactus
- Sporobolus confinis
- Sporobolus congoensis
- Sporobolus consimilis
- Sporobolus contiguus
- Sporobolus contractus
- Sporobolus cordofanus
- Sporobolus coromandelianus
- Sporobolus creber
- Sporobolus crucensis
- Sporobolus cryptandrus
- Sporobolus cubensis
- Sporobolus curtissii
- Sporobolus diandrus
- Sporobolus dinklagei
- Sporobolus discosporus
- Sporobolus disjunctus
- Sporobolus distichivaginatus
- Sporobolus domingensis
- Sporobolus durus
- Sporobolus elatior
- Sporobolus elongatus
- Sporobolus engleri
- Sporobolus erectus
- Sporobolus eximius
- Sporobolus farinosus
- Sporobolus fertilis
- Sporobolus festivus
- Sporobolus fibrosus
- Sporobolus fimbriatus
- Sporobolus flexuosus
- Sporobolus floridanus
- Sporobolus fourcadei
- Sporobolus geminatus
- Sporobolus giganteus
- Sporobolus gloeoclados
- Sporobolus hajrae
- Sporobolus halophilus
- Sporobolus hancei
- Sporobolus harmandii
- Sporobolus helvolus
- Sporobolus heterolepis
- Sporobolus hians
- Sporobolus hintonii
- Sporobolus humilis
- Sporobolus indicus
- Sporobolus infirmus
- Sporobolus interruptus
- Sporobolus ioclados
- Sporobolus junceus
- Sporobolus kerrii
- Sporobolus lanuginellus
- Sporobolus lasiophyllus
- Sporobolus latzii
- Sporobolus laxus
- Sporobolus lenticularis
- Sporobolus linearifolius
- Sporobolus ludwigii
- Sporobolus macer
- Sporobolus macranthelus
- Sporobolus macrospermus
- Sporobolus maderaspatanus
- Sporobolus maximus
- Sporobolus mendocinus
- Sporobolus metallicola
- Sporobolus micranthus
- Sporobolus microprotus
- Sporobolus mildbraedii
- Sporobolus minarum
- Sporobolus minimus
- Sporobolus minor
- Sporobolus minutus
- Sporobolus mirabilis
- Sporobolus mitchellii
- Sporobolus molleri
- Sporobolus monandrus
- Sporobolus montanus
- Sporobolus mopane
- Sporobolus multinodis
- Sporobolus multiramosus
- Sporobolus myrianthus
- Sporobolus natalensis
- Sporobolus nealleyi
- Sporobolus nebulosus
- Sporobolus neglectus
- Sporobolus nervosus
- Sporobolus nitens
- Sporobolus novoguineensis
- Sporobolus nudiramus
- Sporobolus olivaceus
- Sporobolus palmeri
- Sporobolus pamelae
- Sporobolus panicoides
- Sporobolus paniculatus
- Sporobolus partimpatens
- Sporobolus pauciflorus
- Sporobolus paucifolius
- Sporobolus pectinatus
- Sporobolus pectinellus
- Sporobolus pellucidus
- Sporobolus perrieri
- Sporobolus phleoides
- Sporobolus piliferus
- Sporobolus pinetorum
- Sporobolus platensis
- Sporobolus potosiensis
- Sporobolus pseudairoides
- Sporobolus pulchellus
- Sporobolus pungens
- Sporobolus purpurascens
- Sporobolus pyramidalis
- Sporobolus pyramidatus
- Sporobolus quadratus
- Sporobolus recurvatus
- Sporobolus reflexus
- Sporobolus rigens
- Sporobolus rigidifolius
- Sporobolus robustus
- Sporobolus ruspolianus
- Sporobolus salsus
- Sporobolus sanguineus
- Sporobolus scabridus
- Sporobolus sciadocladus
- Sporobolus scitulus
- Sporobolus sessilis
- Sporobolus silveanus
- Sporobolus somalensis
- Sporobolus spicatus
- Sporobolus spiciformis
- Sporobolus splendens
- Sporobolus stapfianus
- Sporobolus stolzii
- Sporobolus subglobosus
- Sporobolus subtilis
- Sporobolus subulatus
- Sporobolus temomairemensis
- Sporobolus tenellus
- Sporobolus tenuissimus
- Sporobolus teretifolius
- Sporobolus testudinum
- Sporobolus tetragonus
- Sporobolus texanus
- Sporobolus tourneuxii
- Sporobolus trichodes
- Sporobolus uniglumis
- Sporobolus vaginiflorus
- Sporobolus wallichii
- Sporobolus welwitschii
- Sporobolus virginicus
- Sporobolus viscidus
- Sporobolus wrightii